# Ängby torg
Ej att förväxla med Ängbyplan, som ligger cirka 500 meter längre söderut.

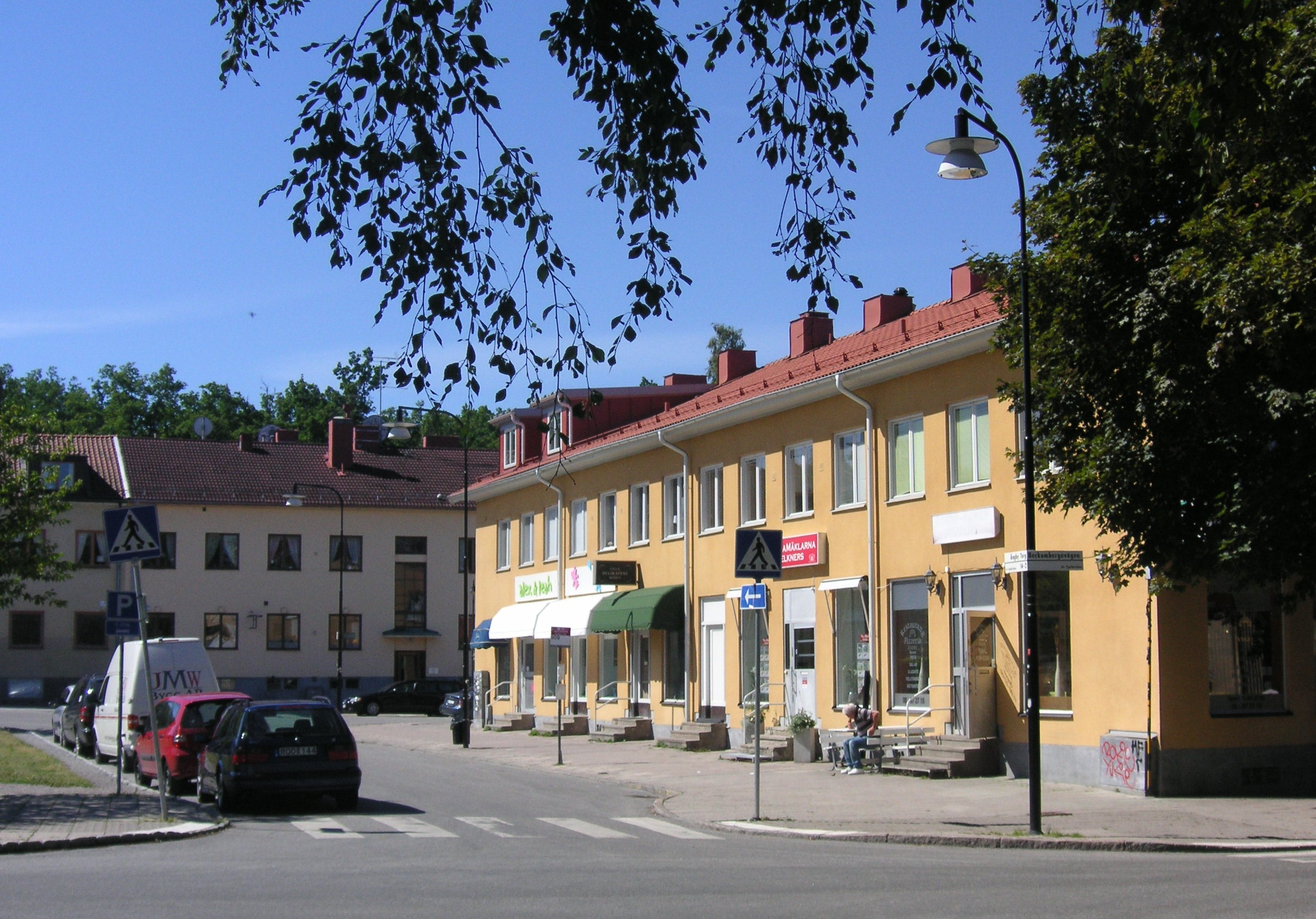
Ängby torg år 2008

Ängby torg är ett litet torg beläget i stadsdelen Norra Ängby i Bromma i Västerort inom Stockholms kommun. Torget fick sitt namn år 2005. Torget har i alla år kallats för Ängby Torg i folkmun, men först från 2005 finns namnet med i stadsplanen (vilket underlättar för polis och brandkår). 
Det tidigare namnlösa torget begränsas i norr av Beckombergavägen och i väst av Vultejusvägen. Bebyggelsen består av tre huslängor som grupperar sig kring en öppen gräsplan och innehåller en del butiker. Torget är ett typiskt trädgårdsstadstorg omgiven av flerbostadshus med butiker i bottenvåningen och plantering i mitten. Torget stadsplanerades 1930 av planarkitekten Thure Bergentz i samband med hela Norra Ängby och vann laga kraft i maj 1931.
Ängby torg bör inte sammanblandas med Ängbyplan som ligger ca 500 meter längre söderut.
Fram till slutet av 1960-talet var utbudet av affärer kring torget mera varierat än idag. Då fanns bland annat en Konsumbutik, fiskaffär, mjölkaffär, speceriaffär, järnhandel, färghandel, sybehörsaffär och tobakshandel. Fram till sommaren 1999 fanns också ett postkontor här. En pizzeria har tillkommit under de senaste årtiondena, liksom i nästan alla andra gamla förortscentra.